# Régiment de Vivarais (1684-1749)
Pour l’article homonyme, voir Régiment de Vivarais (homonymie).
Le régiment de Vivarais est un régiment d’infanterie du royaume de France créé en 1684 et incorporé en 1749 dans le régiment de Bonnac.

## Création et différentes dénominations
- 25 septembre 1684 : création du régiment de Vivarais
- 10 mars 1749 : incorporé au régiment de Bonnac

## Colonels et mestres de camp
- 25 septembre 1684 : N., marquis de Bréauté
- 3 novembre 1685 : Jacques Le Coutelier, marquis de Saint-Pater, brigadier le 3 janvier 1696, maréchal de camp le 10 février 1704, lieutenant général des armées du roi le 21 septembre 1706, † 18 avril 1738 âgé de 79 ans
- 1704 : comte d’Estaing
- 14 juin 1705 : René Augustin d’Érard, chevalier de Ray, brigadier le 1er février 1719, † 1730
- 1er février 1729 : chevalier de la Vailière
- 3 mai 1731 : Pierre, comte de Béranger[1]
- 1er mars 1738 : N., marquis de Rougé
- 14 février 1738 : marquis de Rougé, colonel
- 6 mars 1743 : Jacques Charles Prévôt, marquis du Barail, brigadier le 2 mai 1744, maréchal de camp le 1er janvier 1748, lieutenant général des armées du roi le 28 décembre 1758
- 1er janvier 1748 à Henri Auguste Hellouin, marquis de Courcy, brigadier le 20 mars 1753, maréchal de camp le 20 février 1761

## Historique des garnisons, combats et batailles
- 1689 - 1692 : Rhin
- 1693 : Alpes, La Marsaglia (4 octobre)
- 1695 - 1697 : Rhin
- 1700 : Italie
- 1701 : Carpi, Chiari
- 1702 : Santa-Vittoria, Luzzara, Borgoforte
- 1703 : Tyrol, Asti
- 1704 : Verceil, Ivrée, Verrue (14 octobre - 9 avril 1705)
- 1705 : Chivasso, Cassano (16 août)
- 1706 : Turin, Castiglione
- 1707 : défense de Toulon
- 1708 - 1710 : Dauphiné
- 1710 : Catalogne, Girone
- 1711 - 1713 : Alpes
- 1734 : Rhin, Ettlingen, Philippsbourg (2 juin - 18 juillet)
- 1735 : Klausen
- 1741 - 1742 : Passage du Rhin[2]; Bohême, Siège de Prague
- 1744 : Alpes, Nice, Coni (30 septembre)
- 1746 : Plaisance, Tidone
- 1747 : Provence, Vintimille
- 1748 : Gênes

## Personnalités ayant servi au régiment

### Jacques Charles Prévôt, marquis du Barail
Lieutenant réformé du régiment du Roi le 20 août 1720, il devient lieutenant en second le 20 janvier 1722. Il sert au camp de Montreuil et devient lieutenant le 27 novembre de la même année. Il sert au camp de la Moselle en 1727 et obtient le 27 septembre 1732 une commission pour tenir le rang de capitaine et une compagnie le 9 mars 1733. Il la commande cette même année, dans le cadre de la guerre de Succession de Pologne aux sièges de Gera d'Adda, de Pizzighitone, et du château de Milan en 1733, aux sièges de Tortone et de Novarre en février 1734, à la défense de Colorno, à la bataille de Parme en juin 1734, à la bataille de Guastalla en septembre 1734, et aux prises de Gonzague, de Reggiolo et de Revere en 1735. Durant la guerre de Succession d'Autriche il se trouve à la prise de Prague en 1741, à la bataille de Sahay, à la levée du siège de Fawemberg par les ennemis, à la défense et à la retraite de Prague en 1742. 

Colonel du « régiment de Vivarais », par commission du 6 mars 1743, il commande le régiment en 1744 sous les ordres du prince de Conti à l'attaque des retranchements de Montalban, à la prise de Villefranche, de Montalban et de Nice en avril et obtient le grade de brigadier par brevet du 2 mai. Il marche ensuite aux sièges de Château-Dauphin, de Demonte et de Coni.

Il est employé à la même armée le 1er avril 1745 sous les ordres du maréchal de Maillebois, et concourt aux prises d'Acqui, de Tortone, d'Alexandrie, de Valence, d'Ast et de Casal en 1745, aux batailles de Plaisance, et du Tidone en 1746 et finit la campagne à Savone où son régiment fut mis en quartier d'hiver et contribua en janvier et février 1747 à chasser les ennemis de la Provence. Il est ensuite employé à la même armée le 1er juin 1747, et il commande à Levens sur le Var pour veiller à la garde des ponts et des postes des environs, puis il marche au mois d'octobre au secours de Vintimille et se trouva à la bataille qui se donna sous cette place.

Devenu maréchal de camp, par brevet du 1er janvier 1748, il se démet du « régiment de Vivarais », et est employé à l'armée d'Italie le 1er mai suivant. Aucune action ne fut entreprise la paix ayant été signée le 30 avril précédent, et il continue de servir sur cette frontière jusqu'en avril 1749. On lui donne le commandement de Dunkerque, par commission du 11 novembre 1754. Il est ensuite employé comme maréchal de camp au camp d'Aimeries-sur-Sambre, par lettres du 31 juillet 1755 et sur les côtes de Flandre par lettres du 31 décembre 1755, et obtient le 1er mars 1757 un ordre pour commander en Flandre. Il est nommé lieutenant général des armées du Roi, par pouvoir du 28 décembre 1758 et est employé en cette qualité
par lettres du 1er janvier 1759, et commande encore à Dunkerque et en Flandre.

## Drapeaux
3 drapeaux, dont un blanc colonel, et 2 d’ordonnance « rouges & aurores, & vertes & aurores taffetas changeant par bandes dans les 4 quarrez, et croix blanches ».

Drapeau d’ordonnance
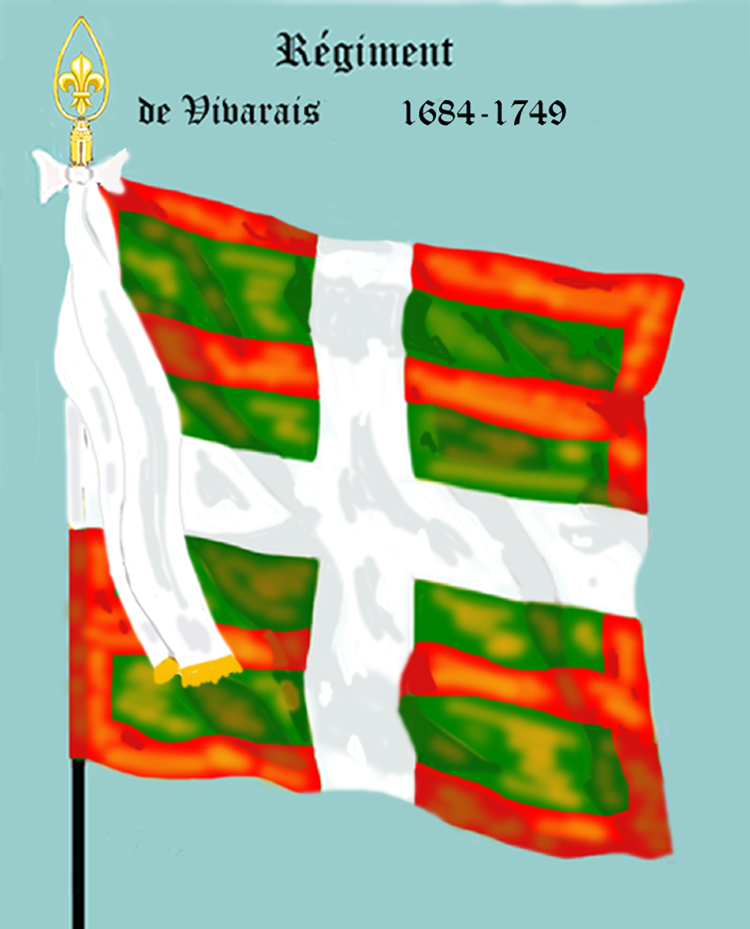
régiment de Vivarais de 1684 à 1749

## Habillement

Uniformes du régiment de Vivarais
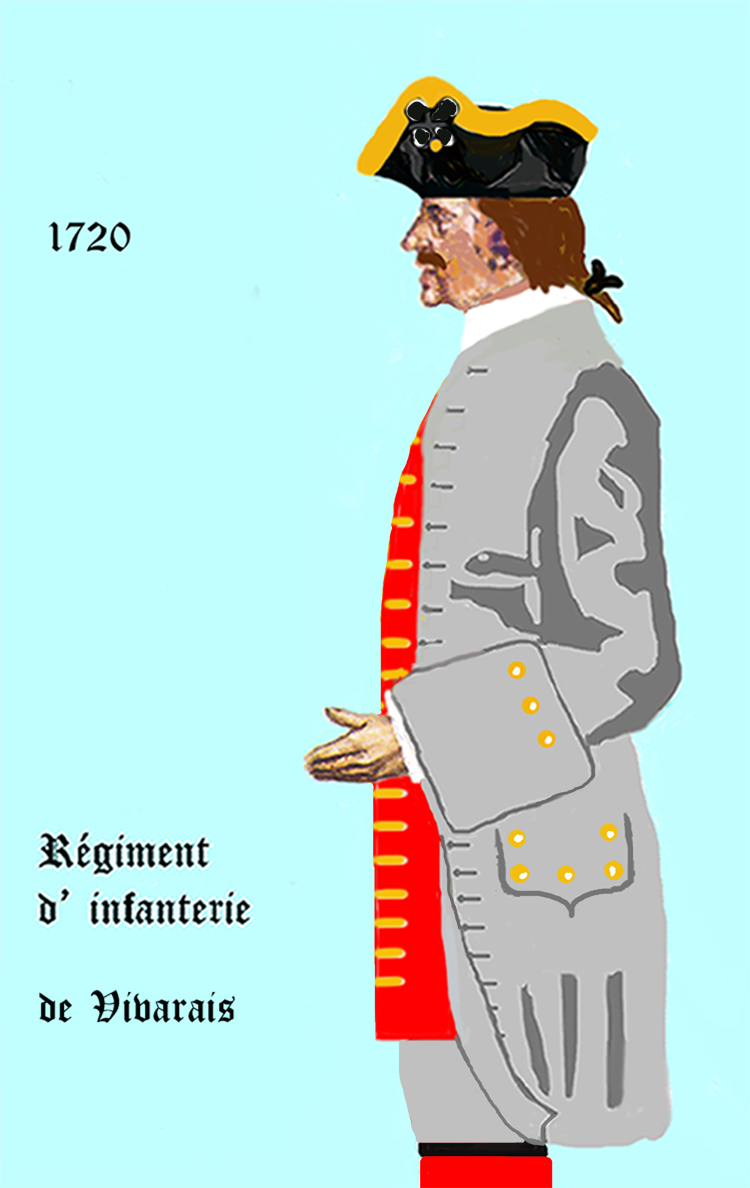
de 1720 à 1734
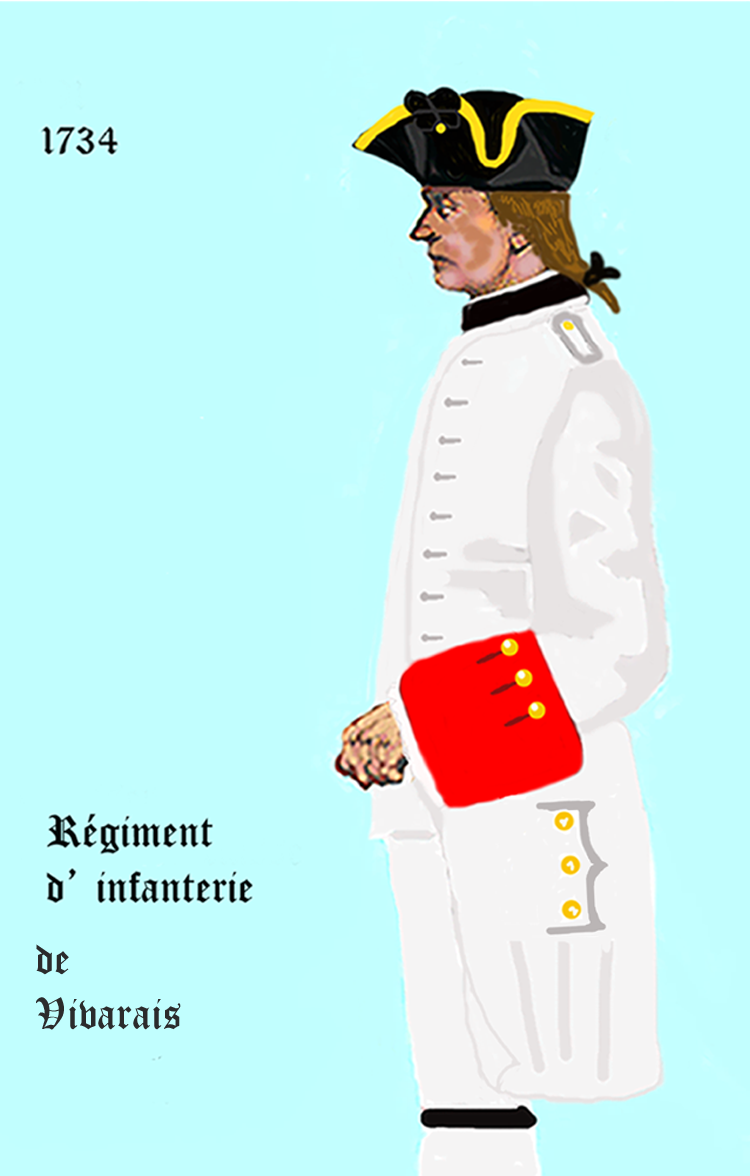
de 1734 à 1740
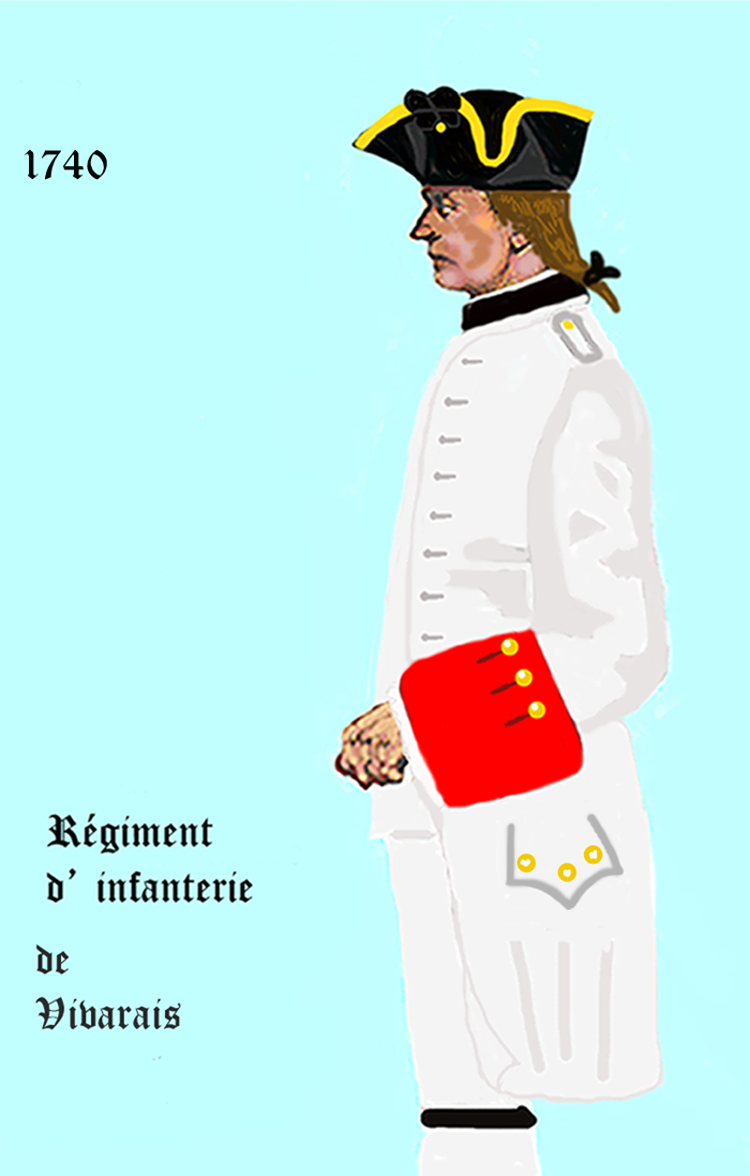
de 1740 à 1749